# Dopagem na Rússia
O escândalo de dopagem bioquímica na Federação Russa ocorreu em 9 de novembro de 2015, quando a Agência Mundial Antidoping (WADA) apresentou um relatório sobre o problema da dopagem nas práticas esportivas na Rússia. O relatório revelou que cerca de 1.417 amostras de controle de dopagem de vários esportes foram destruídas em dezembro de 2014. Em 10 de novembro de 2015, o chefe do laboratório antidopagem da Rússia, Grigory Rodchenkov, renunciou ao cargo após ser acusado de destruir mais de 1.400 amostras dos exames positivos dos atletas russos. Em 13 de novembro, a Associação Internacional de Federações de Atletismo (IAAF) decidiu suspender a Federação Russa de Atletismo das competições internacionais por um período indeterminado, incluindo os Jogos Olímpicos do Rio de Janeiro.
"Método do Desaparecimento Positivo" foi o nome dado a um sofisticado esquema. Segundo a investigação, a fraude, que transformou em negativos pelo menos 312 amostras positivas de vinte esportes, era diretamente controlada e supervisionada pelo Ministério do Esporte da Rússia, com assistência de laboratórios de Sochi e Moscou e agências governamentais como a FSB, nome dado à antiga agência de espionagem KGB.
Após este esquema ser descoberto, a Russia foi punida com a suspensão da participação nos Jogos do Rio, tanto o Olímpico quanto o Paralimpico.

## O esquema

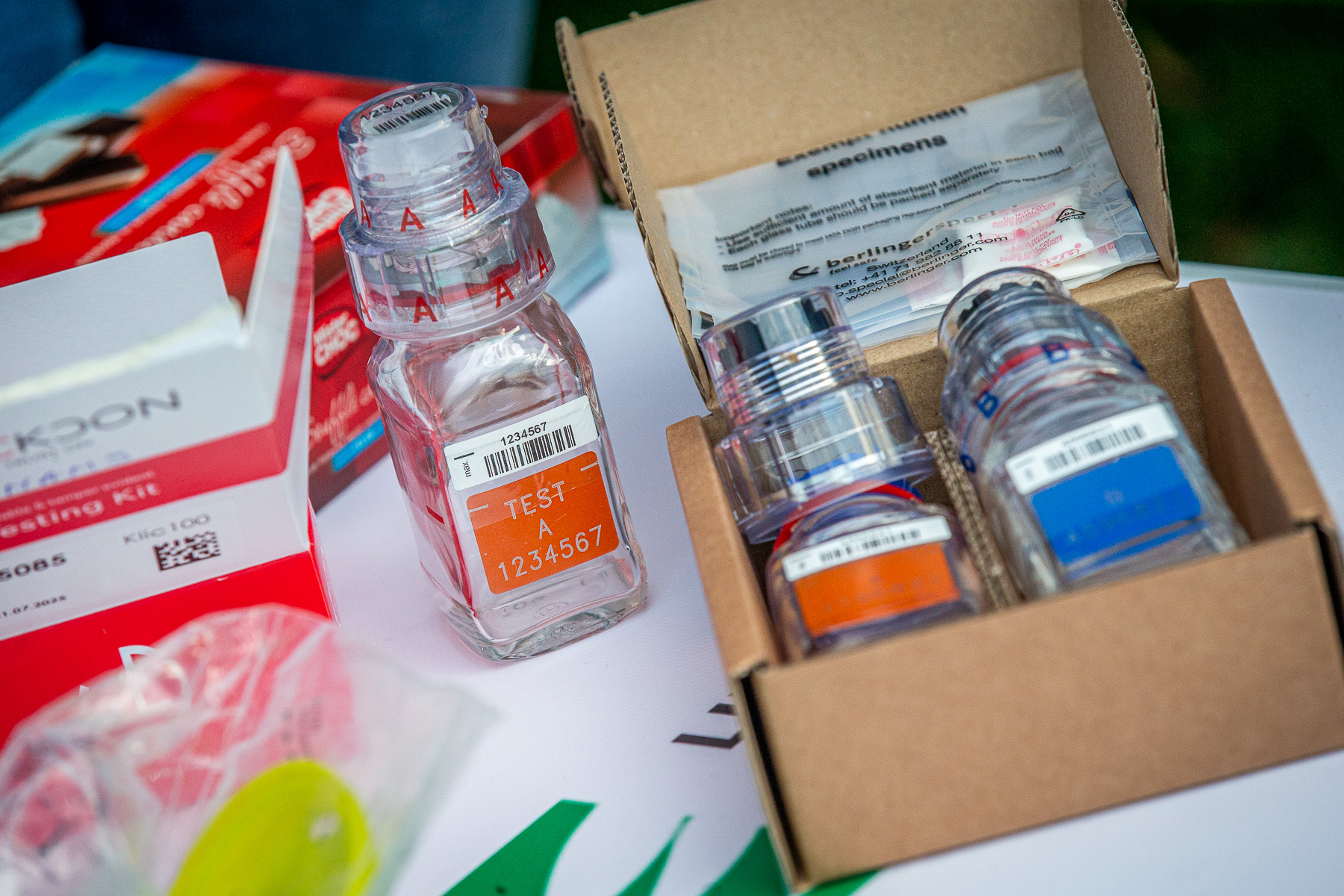

Em maio de 2016, a pedido da Agência Mundial Antidoping, Richard McLaren, um advogado de Toronto, realizou uma investigação para verificar as acusações de manipulação feitas pelo jornal The New York Times. Na época, o diretor da agência antidopagem russa (RUSADA), Grigory Rodchenkov, revelou ao jornal um esquema de manipulação de amostras de atletas do país nos Jogos Olímpicos de Inverno de Sochi 2014. Em uma operação realizada durante as madrugadas ao longo da competição, frascos com urina “contaminada” eram esvaziados e preenchidos com urina “pura”, dos próprios atletas, colhidas meses antes. A estratégia teria sido armada pelo governo russo para garantir a hegemonia dos anfitriões no evento. Na ocasião, a Rússia liderou o quadro de medalhas, com 13 ouros e 33 pódios.
Em junho de 2016, às vésperas dos Jogos do Rio, o advogado entregou um relatório, que foi chamado pela imprensa de Relatório McLaren. Sua conclusão: “O Estado russo, através de seu Ministério do Esporte, e com a assistência da polícia secreta (FSB), organizou entre o final de 2011 e agosto de 2015, pelo menos, um sistema que poderíamos chamar de ‘Método do Desaparecimento Positivo’ para proteger os atletas submetidos a doping organizado”.
Segundo este relatório, as modalidades "contempladas" com este esquema foram:
*entre parêntesis o número de atletas
- Atletismo (139)
- Halterofilismo (117)
- Esportes não-olímpicos (37)
- Desporto Paralímpico (35)
- Luta Greco-Romana (28)
- Canoagem (27)
- Ciclismo (26)
- Skate (24)
- Natação (18)
- Hóquei no Gelo (14)
- Esqui (13)
- Futebol (11)
- Remo (11)
- Biatlo (10)
- Bobsleigh (8)
- Judo (8)
- Voleibol (8)
- Boxe (7)
- Andebol (7)
- Taekwondo (6)
- Esgrima (4)
- Triatlo (4)
- Pentatlo Moderno (3)
- Tiro (3)
- Voleibol de Praia (2)
- Curling (2)
- Basquetebol (1)
- Vela (1)
- Snowboard (1)
- Ténis de Mesa (1)
- Polo Aquático (1)

Rodchenkov afirmou que ao menos 100 amostras de urina teriam sido adulteradas em laboratório. Nenhum atleta russo foi flagrado em exames realizados durante os Jogos de Sochi. Mas, de acordo com o ex-diretor, pelo menos 15 russos que foram medalhistas teriam competido sob o efeito de substâncias proibidas.
O esquema funcionava da seguinte maneira:
As amostras vinham de controles fora de competição e chegavam ao laboratório de Moscou. Lá, o diretor, Grigory Rodchenkov, analisava e quando encontrava um resultado positivo consultava a agência antidopagem, RUSADA, para saber a quem correspondia. Depois, informava diretamente o vice-ministro de Esportes da Rússia, Yuri Nagornykh: “Tal atleta deu positivo”. O político só podia responder com uma palavra em código das duas que tinha: salva ou quarentena. Se respondesse “salva”, Rodchenkov devia informar que o controle era negativo no sistema informático ADAMS, pelo qual a AMA e as federações internacionais são informadas sobre os controles, e depois falsificar o relatório do laboratório. Se o dirigente respondesse “quarentena”, o caso continuava em frente. Os “salva”, que de acordo com as poucas contas que McLaren pôde fazer, classificaram 312 do 577 positivos que foram revisados, geralmente correspondiam aos melhores atletas russos, às esperanças de medalha.
No dia 18 de junho de 2016, a WADA divulgou um relatório independente que aponta o envolvimento do Ministério do Esporte da Rússia neste esquema de fraude.
A agência recomendou ao Comitê Olímpico Internacional (COI) e ao Comitê Paralímpico Internacional que os atletas russos sejam excluídos da Olimpíada e dos jogos paralímpicos, do Rio de Janeiro. Além disso, pede que oficiais do governo russo sejam proibidos de frequentar as competições.

## Resultado
Em 9 de dezembro, a Agência Mundial Antidoping proibiu a Rússia de participar de grandes eventos esportivos internacionais por quatro anos, acusando-a de adulterar relatórios relacionados a dopagem. A Rússia será impedida de sediar, participar ou estabelecer lances para eventos esportivos internacionais durante esse período. Como antes, a WADA permitirá que atletas russos autorizados compitam de maneira neutra, mas não sob a bandeira russa. Isso não afetará a co-hospedagem da Rússia do Campeonato Europeu de Futebol de 2020, pois a WADA não reconhece a UEFA como uma "organização de grandes eventos" coberta pela proibição.